# Slussplan, Malmö

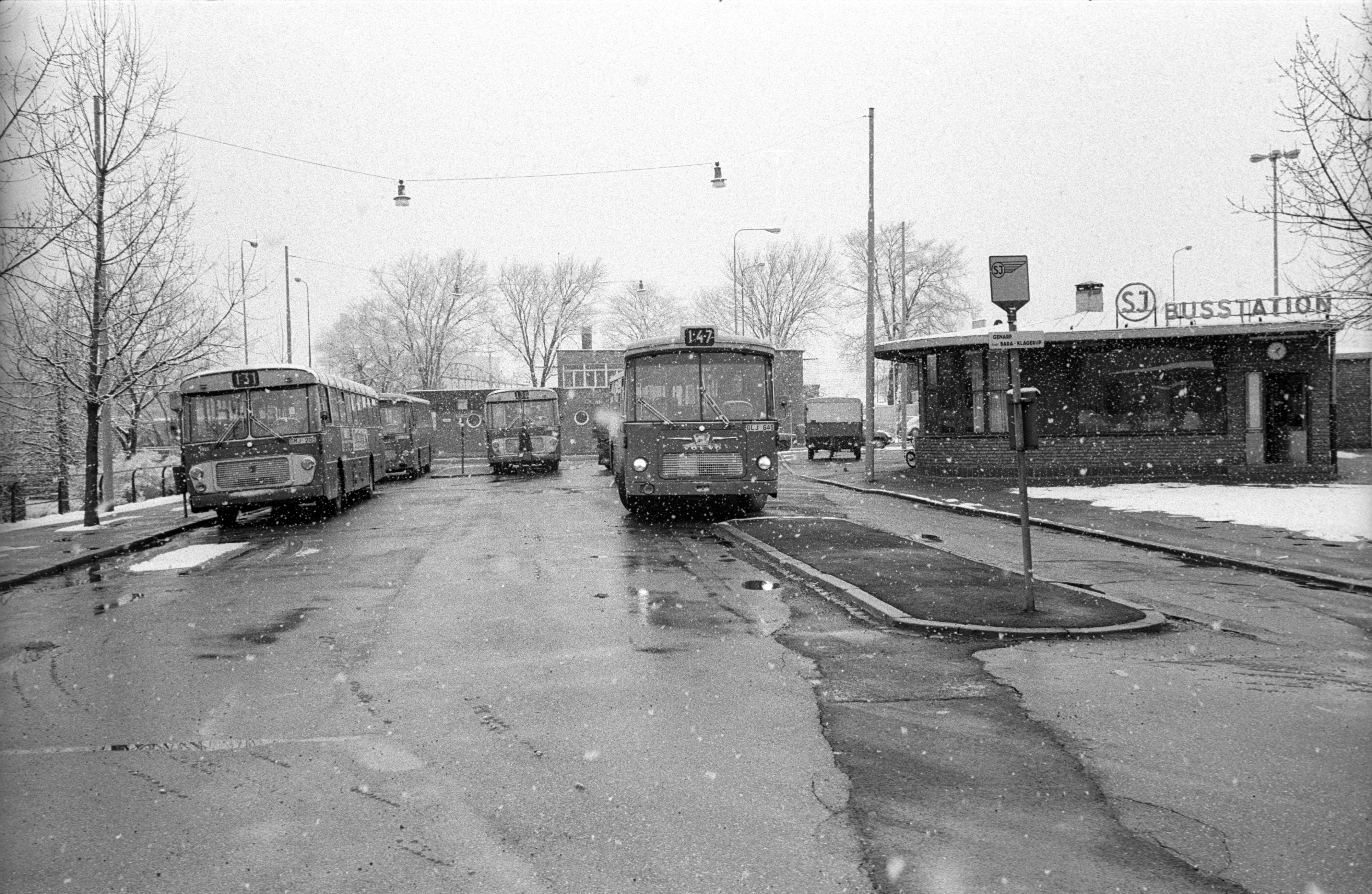
SJ Busstrafik vid Slussplan, Malmö, 1976. I bakgrunden skymtar Malmö roddklubb.

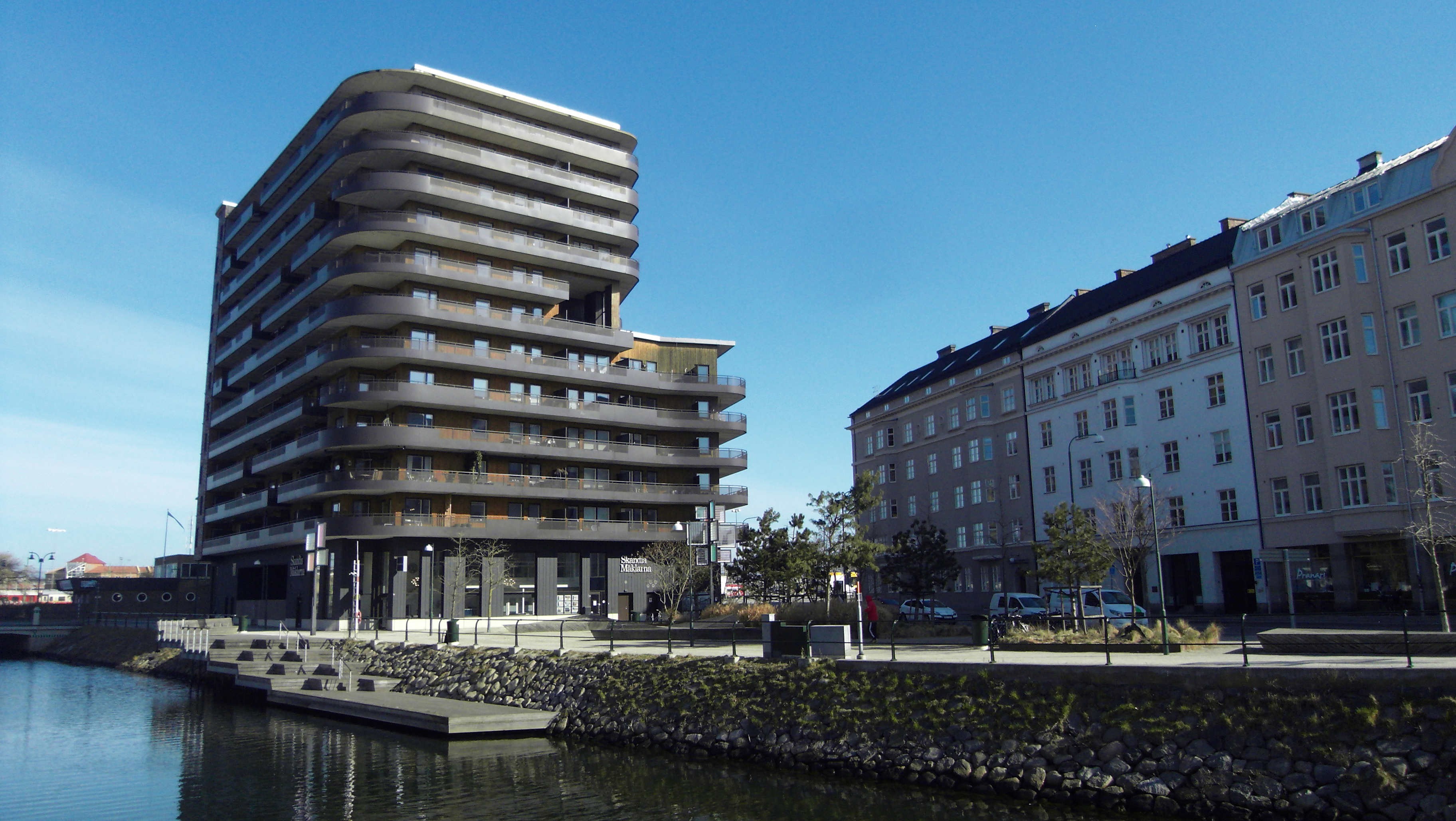
Den öppna plats med höghuset i bakgrunden som utgjorde Slussplan, 2021. Även i detta foto synes roddklubben.

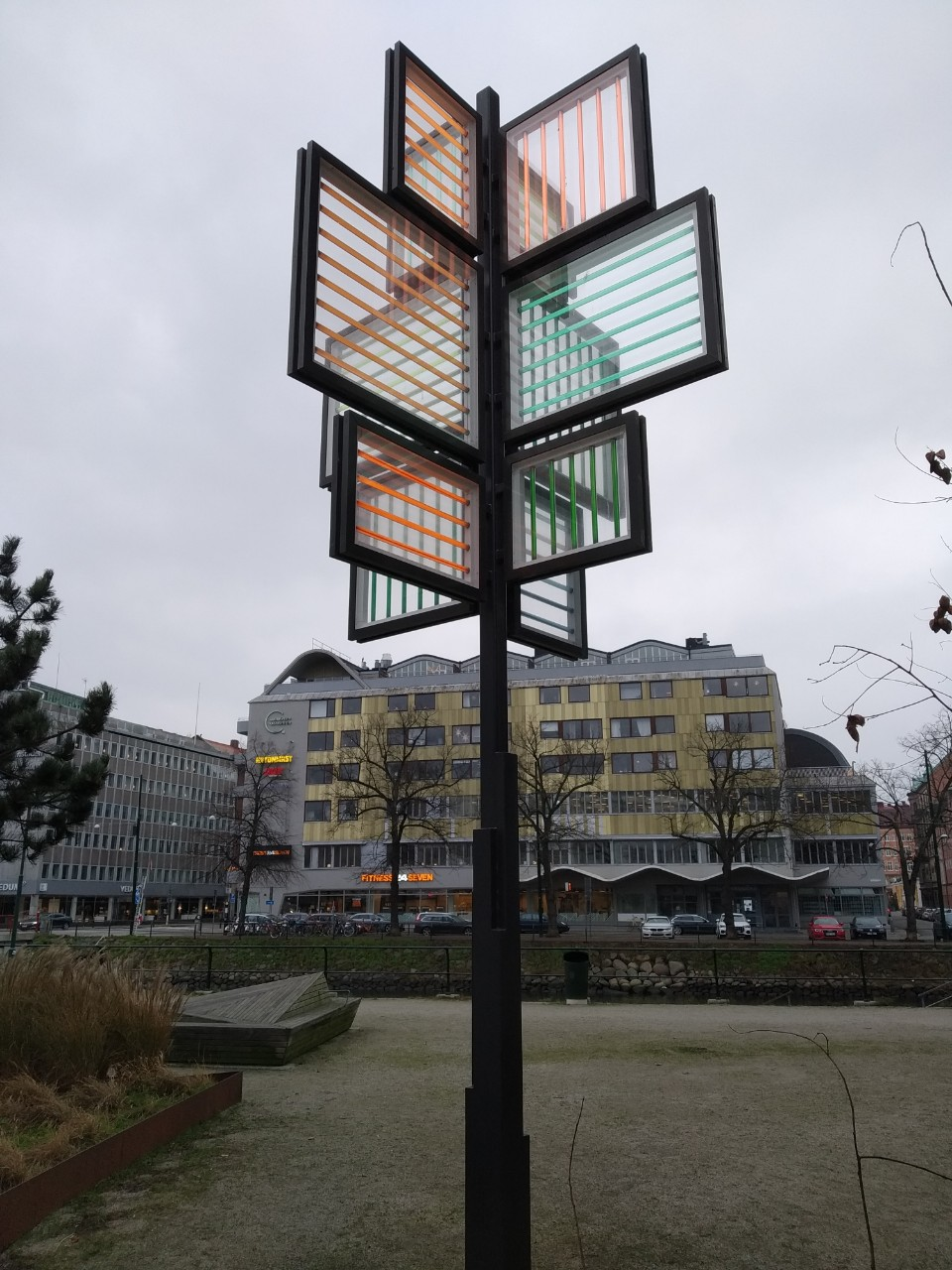
Nadazero, Echo & Rendezvous av David Svensson, Slussplan.

Slussplan är en tidigare kollektivtrafikknutpunkt i delområdet Slussen, stadsdel Centrum, Malmö belägen vid Schougens bro (fram till 1938 officiellt Östra infartsbron) i Östra Förstadsgatans västra ände, mellan Östra Förstadskanalen och Exercisgatan. Från och med 2013 hyser tomten ett höghus.
Slussplan namngavs 1904 och fick i likhet med den närbelägna Slussgatan sitt namn efter "Slussen" som satte Sege å i förbindelse med stadens kanalsystem. När järnvägen byggdes på 1850-talet dämdes Sege å och en kanal från ån grävdes parallellt med spåren till Östra Hamnkanalen. Namnet Slussen kommer från den sluss som fanns vid anslutningen till hamnkanalen. Kanalen fylldes igen omkring 1910.
År 1918 blev Slussplan ändhållplats för spårvägslinje 7 till Frihamnen. År 1937 anlade Statens Järnvägar en busstation på platsen för vilken en funktionalistisk byggnad uppfördes. Linje 7 nedlades 1949, men spåren fortsatte användas för transport av stenkol från Frihamnen till Gasverket (detta försiggick 1919–63). Busstationen upphörde under 1990-talet och dess byggnad har rivits för att ge plats åt ett bostadshus i 12 våningar. Detta byggprojekt påbörjades under hösten 2011 och blev klart 2013. I anslutning till den öppna plats som återstår byggdes en trappa och ramp ner till trädäck vid kanalen. I byggnaden drevs ett kortare tag ett kafé.